# Миролюбов, Никандр Иванович
Миролюбов Никандр Иванович (17 октября 1870 — 27 января 1927, Харбин) — русский юрист и правовед. Декан юридического факультета в Харбине с осени 1920 по осень 1924 года. Именно при нём 8 июля 1922 года Высшие экономико-юридические курсы были переформированы в юридический факультет.

## Биография
Никандр Иванович Миролюбов родился 17 октября 1870 года в семье священника в селе Байтеряково Тетюшского уезда Казанской губернии.
В 1895 году окончил Казанскую духовную академию и в 1899 году — юридический факультет Казанского университета.
После успешного выпуска оставлен для подготовки к профессорскому званию по кафедре уголовного права и процесса. В 1903 году сдал магистерский экзамен по уголовному праву и был избран приват-доцентом по кафедре уголовного права и процесса.
Одним из его громких дел был судебный процесс по делу о хищении Казанской иконы Божьей матери, за который, по его окончании, получил орден от царя Николая II. В феврале 1917 года был назначен прокурором Казанской судебной палаты, оставаясь при этом профессором университета. В этой должности состоял до 1917 года. В 1918 году избран в доценты по той же кафедре. Миролюбов покинул Казань с отступавшими белыми осенью 1918 года и продолжил отходить вместе с ними на восток через Омск за армией Колчака.
Участвовал в следствии над членами Комуча, арестованными по приказу А. В. Колчака, и добился их освобождения. В 1918 году приглашён на должность экстраординарного профессора в Иркутский университет, а в 1920 году приехал в Харбин, где принял самое деятельное участие в организации курсов. Был надзирающим прокурором комиссии следователя Н. А. Соколова по расследованию убийства семьи Николая II. Летом 1922 года Миролюбов возглавил Президиум Приамурского земского собора.
Являясь деканом Высших экономико-юридических курсов, был избран почётным членом Русского студенческого общества.
Умер в Харбине 27 января 1927 года от туберкулёза. Провожать его пришло огромное количество людей — студенты, преподаватели, знакомые и малознакомые люди.

## Труды
- Апология Татиана // Вера и разум. — 1898. — № 15; 19.
- Главнейшая причина религиозных сомнений и неверия // Вера и Разум. — 1899.
- Педагогические воззрения святых отцов и учителей церкви. — Харьков, 1900.
- К. Д. Ушинский, его жизнь и литературно-педагогическая деятельность // Волжский вестник. — 1900. — № 279.
- Реабилитация, как специальный правовой институт. — Казань, 1902.